# Svenska idrottsgalan 2011

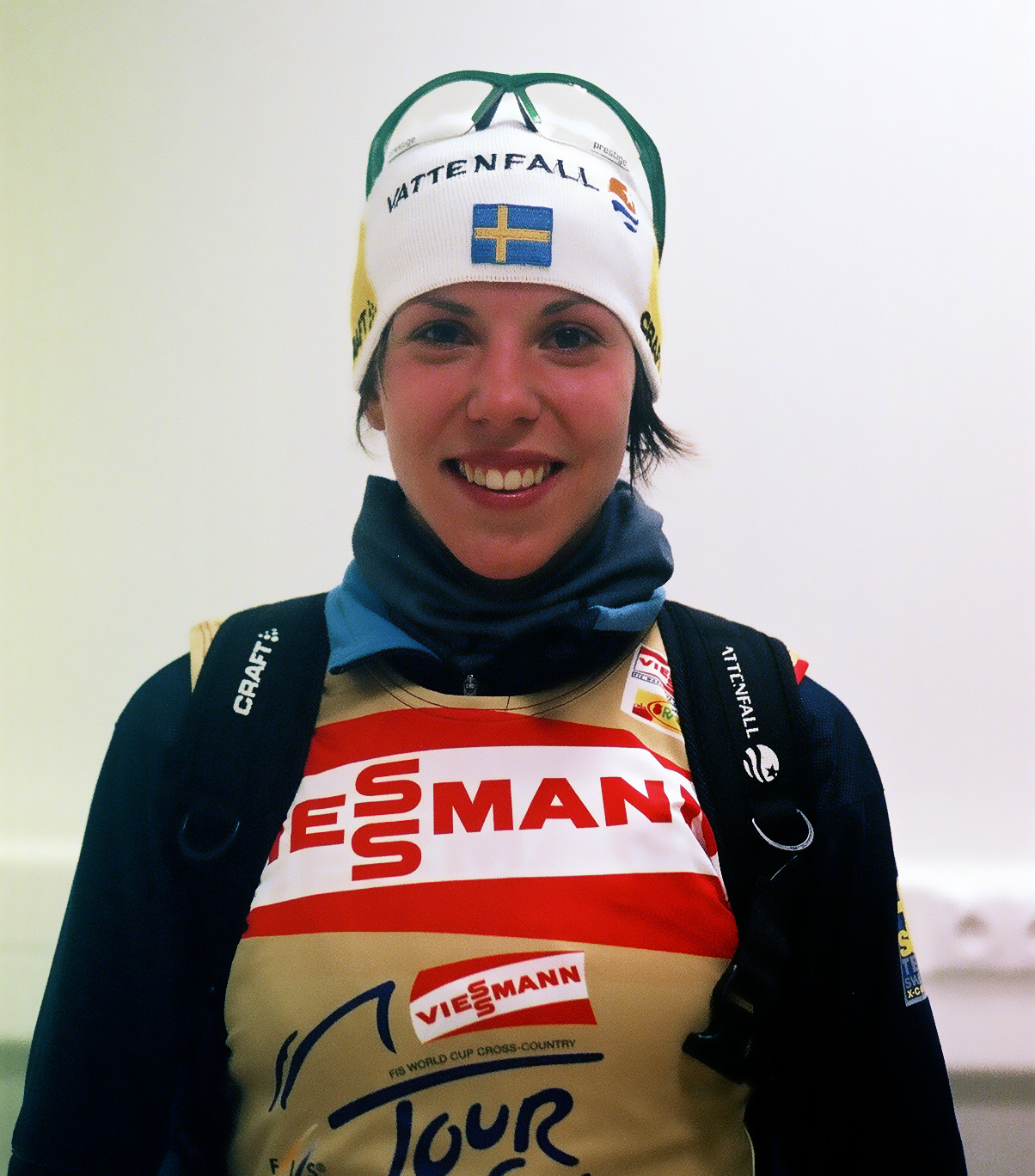
Charlotte Kalla blev Årets kvinnliga idrottare.

Svenska idrottsgalan 2011 hölls i Globen den 17 januari 2011 och programledare var Robin Paulsson. Galan sändes i SVT. Yvette Hermundstad och Kjell Eriksson ledde en direktsändning över Internet.
Priser till Sveriges bästa idrottare under 2010 delades ut i följande kategorier. Årets kvinnliga idrottare, Årets manlige idrottare, Årets lag, Årets ledare, Årets nykomling, Årets prestation och Årets idrottare med funktionshinder. Dessutom delades Jerringpriset, Bragdguldet, Idrottsakademins hederspris, TV-sportens Sportspegelpris, Svenska Spels och Svenska Sportjournalistförbundets stora stipendium och Fair Play-priset ut.

## Priser
| Pris                                                                 | Prisutdelare                                   | Nominerade | Vinnare | |
| -------------------------------------------------------------------- | ---------------------------------------------- | --- | --- | --- |
| Årets kvinnliga idrottare                                            | Ewy Rosqvist-von Korff                         | Therese Alshammar, simning Anna Haag, längdskidor Emma Johansson, cykel Charlotte Kalla, längdskidåkning                                                                                | Charlotte Kalla, längdskidåkning                                                                           | |
| Årets manlige idrottare                                              | Lars-Göran Bengtsson (Anders Jansson)          | Björn Ferry, skidskytte Anders Gustafsson, kanot Marcus Hellner, längdskidåkning Henrik Sedin, ishockey                                                                                 | Marcus Hellner, längdskidåkning                                                                            | |
| Årets lag                                                            | Filippa Reinfeldt                              | Sveriges damlandslag i innebandy Lag Norberg, curling Charlotte Kalla & Anna Haag, längdskidåkning Daniel Rickardsson, Johan Olsson, Anders Södergren & Marcus Hellner, längdskidåkning | Daniel Rickardsson, Johan Olsson, Anders Södergren & Marcus Hellner, längdskidåkning                       | |
| Årets ledare                                                         | Fabian Bengtsson                               | Joakim Abrahamsson & Magnus Ingesson, längdskidåkning Magnus Norman, tennis Martin Vestby, cykel Johan Wallberg, simning                                                                | Joakim Abrahamsson & Magnus Ingesson, längdskidåkning                                                      | |
| Årets nykomling                                                      | Mats Sundin                                    | Angelica Bengtsson, friidrott Oliver Ekman Larsson, ishockey Hanna Falk, längdskidåkning Jennie Johansson, simning                                                                      | Angelica Bengtsson, friidrott                                                                              | |
| Årets prestation                                                     | Ernst Billgren                                 | Björn Ferry, skidskytte Emma Green, friidrott Marcus Hellner, längdskidåkning Anja Pärson, alpint                                                                                       | Björn Ferry, skidskytte                                                                                    | |
| Årets idrottare med funktionshinder                                  | Lena Maria Klingvall                           | Jennie Ekström, simning Lotta Helsinger, sportskytte Zebastian Modin, längdskidåkning Anders Olsson, simning                                                                            | Anders Olsson, simning                                                                                     | |
| Jerringpriset                                                        | Lasse Granqvist & Torgny Mogren                | Vinnare: Therese Alshammar | Vinnare: Therese Alshammar                                                                                 | Vinnare: Therese Alshammar                                                                                 |
| Bragdguldet                                                          | Lena K. Samuelsson, Per Elofsson & Ola Billger | Vinnare: Herrstafettlaget längdskidor: Daniel Rickardsson, Johan Olsson, Anders Södergren & Marcus Hellner                                                                              | Vinnare: Herrstafettlaget längdskidor: Daniel Rickardsson, Johan Olsson, Anders Södergren & Marcus Hellner | Vinnare: Herrstafettlaget längdskidor: Daniel Rickardsson, Johan Olsson, Anders Södergren & Marcus Hellner |
| Idrottsakademins hederspris                                          | Phil Mahre & Steve Mahre                       | Vinnare: Ingemar Stenmark | Vinnare: Ingemar Stenmark                                                                                  | Vinnare: Ingemar Stenmark                                                                                  |
| TV-sportens Sportspegelpris                                          | André Pops                                     | Vinnare: Mats Öhman, rallycross | Vinnare: Mats Öhman, rallycross                                                                            | Vinnare: Mats Öhman, rallycross                                                                            |
| Svenska spel stipendiet                                              | -                                              | 54 stipendiater | 54 stipendiater                                                                                            | 54 stipendiater                                                                                            |
| Svenska Spels och Svenska Sportjournalistförbundets stora stipendium | Anders Hägg & Mats Taxén                       | Lars Folkesson, sportjournalist på Norrländska Socialdemokraten | Lars Folkesson, sportjournalist på Norrländska Socialdemokraten                                            | Lars Folkesson, sportjournalist på Norrländska Socialdemokraten                                            |
| Fair Play-priset                                                     | Mats Taxén & Lena Adelsohn Liljeroth           | Alexander Lundh, bordtennis | Alexander Lundh, bordtennis                                                                                | Alexander Lundh, bordtennis                                                                                |

## Artister
- Darin & Goldfish production - Can you feel it
- Johnossi - What's The Point
- Per Andersson som Peter Forsberg-wannabe i Modo hockey-utrustning
- Fatboy - Real Wild Child
- Lena Maria Klingvall & Nacka musikklasser - You Raise Me Up
- Molly Sandén - Forever Young och Så vill stjärnorna
- Anders Jansson som figuren Lars-Göran Bengtsson från TV-serien Starke man
- Måns Zelmerlöw och Lisette Pagler med flera från musikalen Romeo & Julia

### Fotnoter
1. ↑  ”Svensk mediedatabas”. http://smdb.kb.se/catalog/id/002695642. Läst 16 september 2011.